# 卑詩渡輪
卑詩渡輪公司（英語：British Columbia Ferry Services Inc.或BC Ferries，簡稱BCF）是加拿大卑詩省一個實際上（de facto）的公營機構，業務為經營連接省内沿岸城鎮的客運和汽車渡輪服務。卑詩渡輪公司於1960年成立，至今已發展成全世界最具規模的渡輪公司之一。現時卑詩渡輪的船隊達36艘渡輪，一共營運25條航綫，服務省内47個港口。
由於卑詩渡輪提供連接加拿大本土與其外島的渡輪服務，因此亦獲得加拿大交通部提供財政資助。聯邦政府於2004-2005年度向卑詩渡輪提供的資助達2500萬加元；當局是每年跟隨通脹率而對此金額作出調整。
卑詩渡輪的業務範圍並不涵蓋省内的内河和湖泊渡輪服務；這些航綫是由卑詩省運輸廳負責，並由該政府部門外判予其他營運商經營。

## 歷史
在卑詩渡輪公司成立之前，來往溫哥華和乃磨的渡輪航綫是由兩間私營公司營運，分別為加拿大太平洋鐵路公司（CPR）和俗稱「黑球航綫」的普吉特海灣航運公司；而來往溫哥華和域多利的航綫則由CPR獨市經營。CPR於1958年受工潮影響，其溫哥華－域多利航綫停航達兩個半月。黑球航綫最初不受影響，但後來其工會亦發動罷工以聲援CPR的員工。此舉令溫哥華島的對外交通幾乎全面癱瘓達四日之久，最終逼使聯邦政府介入，工潮才告一段落。
經過這次工潮後，時任卑詩省省長班納表示省政府日後需要對省内的渡輪服務擁有更大的操控權，省政府遂著手籌辦一間省營渡輪公司。卑詩渡輪公司於1960年正式成立，首條航綫是來往察瓦森（溫哥華市中心以南38公里）和施瓦茲灣（域多利以北32公里），並於1961年接收了黑球航綫的渡輪業務，再於往後數年陸續接收了其它來往溫哥華島和低陸平原的私營渡輪航綫。
卑詩渡輪公司成立時是隸屬省公營機關卑詩收費公路及橋樑管理局（British Columbia Toll Highways and Bridges Authority），其後經歷數次改組。最近一次改組於2003年進行，卑詩渡輪公司被重組成一間私人公司，全資直屬省政府轄下的卑詩渡輪管理局。

## 服務範圍
藍色圓圈中的數目字為航綫編號。部分航綫為卑詩省道的一部分；這些航綫附有所屬省道編號的路盾。

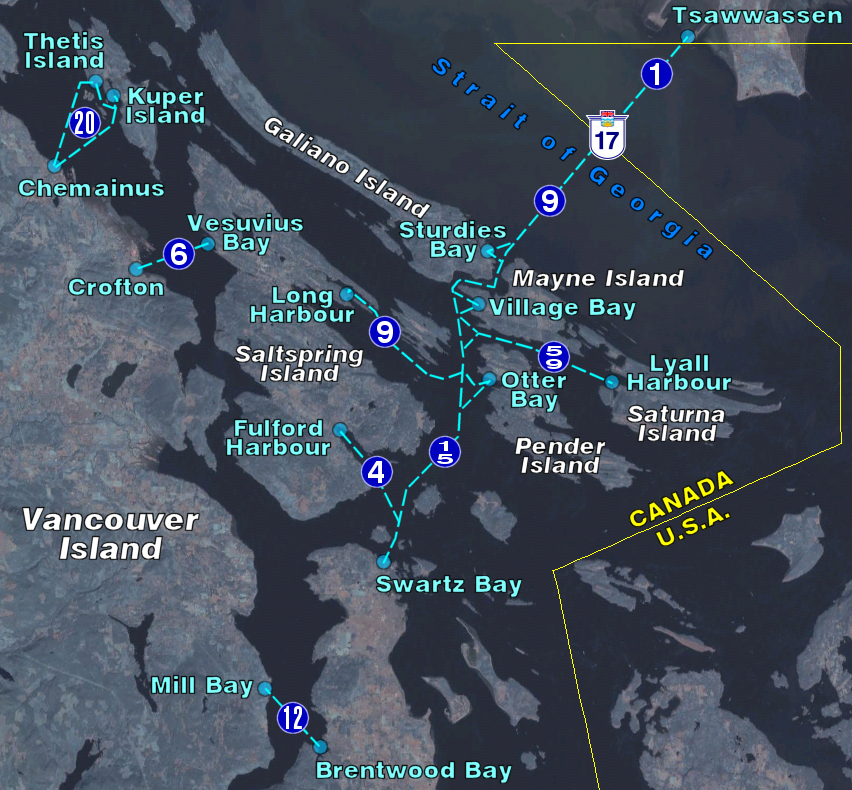
第一區：南海灣群島
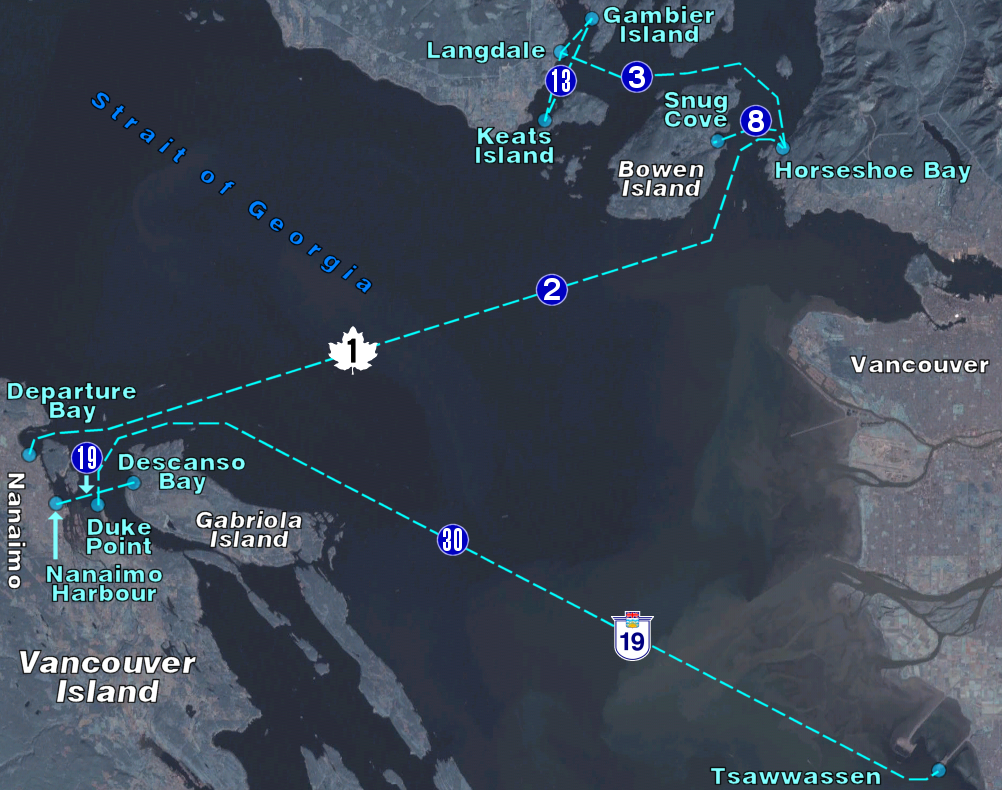
第二區：中喬治亞海峽
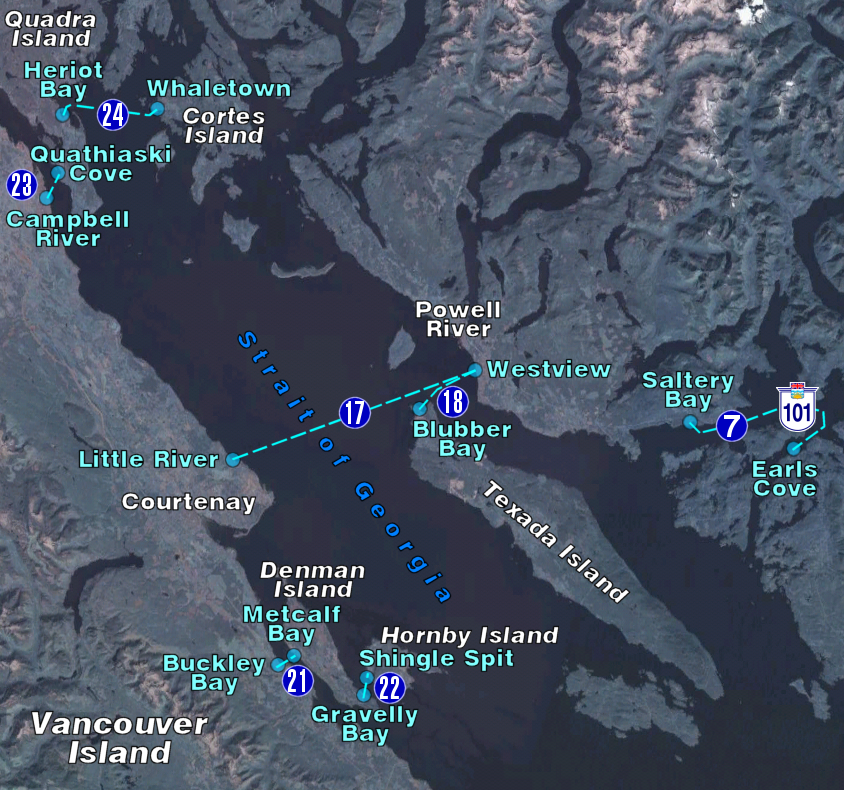
第三區：北喬治亞海峽
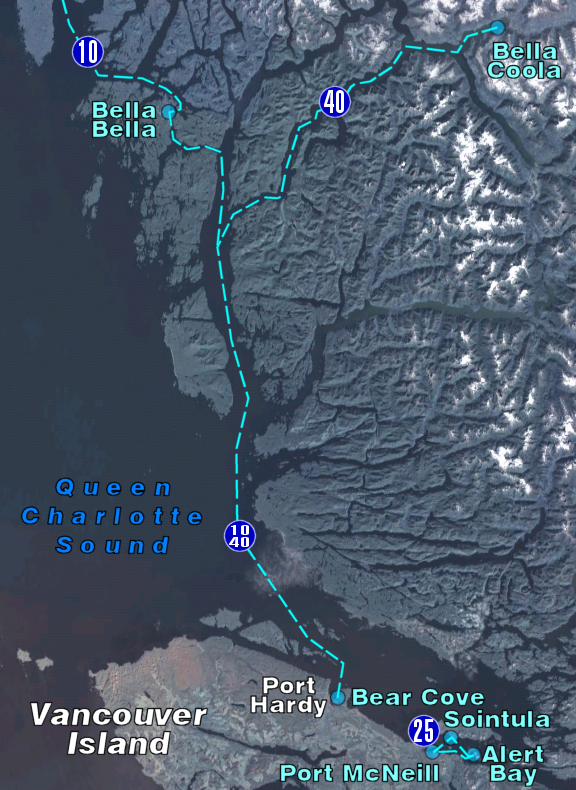
第四區：夏洛特皇后海灣
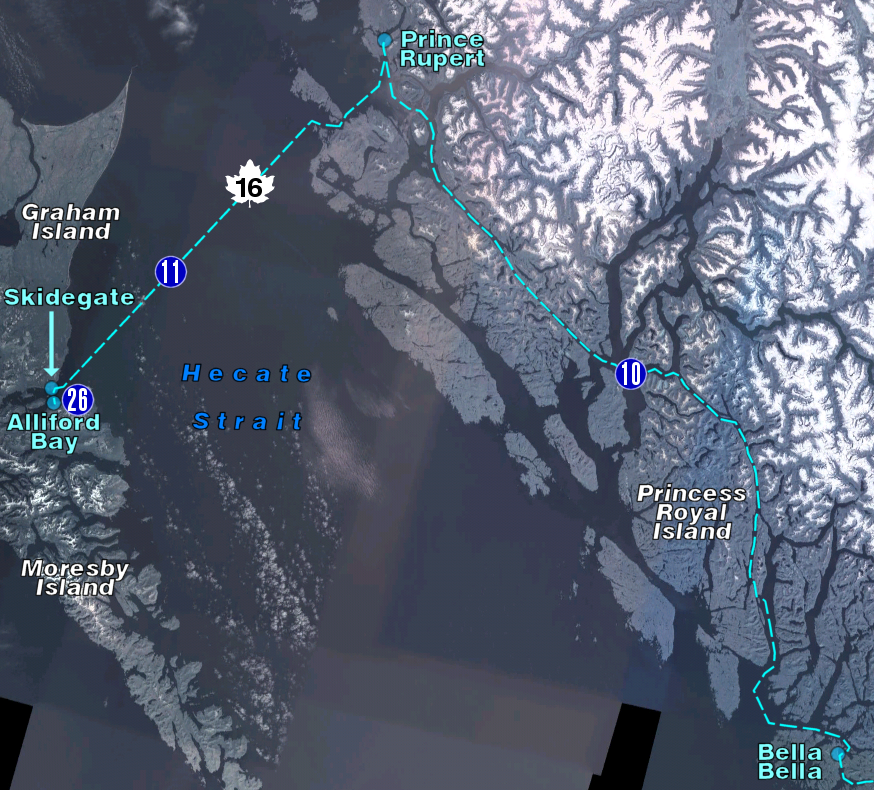
第五區：卑詩省北岸

## 外部連結
- BC Ferries - British Columbia Ferries Inc.（页面存档备份，存于）